# Stigmatomma minutum
Stigmatomma minutum es una especie de hormiga del género Stigmatomma, familia Formicidae. Fue descrita científicamente por Forel en 1913.
Se distribuye por India, Indonesia, Malasia y Singapur. Se ha encontrado a elevaciones de hasta 950 metros.